# 西村陈氏大宗祠
西村陈氏大宗祠位于中国广东省佛山市三水区西南镇西村四社，建于1885年，1997年7月17日公布为三水市文物保护单位，2006年10月25日列入第四批佛山市文物保护单位。